# Скею-де-Сус
Скею-де-Сус (рум. Scheiu de Sus) — село у повіті Димбовіца в Румунії. Входить до складу комуни Лудешть.
Село розташоване на відстані 91 км на північний захід від Бухареста, 21 км на захід від Тирговіште, 129 км на північний схід від Крайови, 84 км на південний захід від Брашова.

## Населення
За даними перепису населення 2002 року у селі проживали 1022 особи, усі — румуни. Усі жителі села рідною мовою назвали румунську.